# Сарибель
Сарибе́ль (каз. Сарыбел) — село у складі Панфіловського району Жетисуської області Казахстану. Адміністративний центр Сарибельського сільського округу.
Населення — 1682 особи (2021; 2048 у 2009, 2122 у 1999, 2028 у 1989).